# シーエス・インスペクター
株式会社シーエス・インスペクターは、大阪市中央区に本社を置く、南海電気鉄道の子会社（100%出資）の建設コンサルタント会社である。

## 概要
南海電気鉄道で鉄道土木構造物の施工・維持管理を担当する工務部門を母体として2001年に設立。以降、南海電気鉄道をはじめとした南海グループを中心にグループ外を含め、土木構造物の診断・計測、および設計、施工管理を主な業務とする。なお、設立の経緯から本店登記は当時、南海電気鉄道の本社があった「南海会館ビル（現：なんばスカイオ）」となっている。鉄道総合技術研究所が開発する橋梁下部工・土留め健全度診断システム（IMPACTUS）の西日本における販売代理店。

## 沿革
- 2001年（平成13年）11月14日 - 設立
- 2002年（平成14年）11月 - 南海日本橋ビルに事務所開設
- 2004年（平成16年）8月 - 南海日本橋ビルからなんばCITY南館に事務所を移転
- 2010年（平成22年）4月 - 岸和田市から現在地へ技術部を移転（天下茶屋事務所）
- 2013年（平成25年）2月 - NPO法人橋守支援センター（千葉県）の関西支部事務局業務を受託
  - 12月 - 南海電気鉄道株式会社工務部工事関係資格認定業務を受任
- 2014年（平成26年）3月 - 難波事務所を南海不動産なんば第二ビルへ移転
- 2015年（平成27年）4月 - 鉄道総合技術研究所と健全度診断システム（IMPACT Ⅳ）の販売契約を締結
- 2016年（平成28年）2月 - 橋梁メンテナンス用掃除機「スイートル」の販売代理店契約を締結
- 2017年（平成29年）3月 - NPO法人橋守支援センター関西支部事務局業務を履行期間満了で終了
- 2019年（令和元年）9月 - 難波事務所を現在地へ移転
- 2025年（令和7年）4月 - 船尾事務所を開設

## 事業所
- 難波事務所（本社事務所）- 大阪市浪速区難波中2丁目7-2　南海不動産なんばビル3階
- 天下茶屋事務所 ‐ 大阪府大阪市西成区花園南二丁目9番4号
- 船尾事務所 - 大阪府堺市浜寺船尾町西2丁103-302
- 堺分室 - 南海電気鉄道 堺工事事務所内

## 過去の事業所
- 岸和田事務所 - 南海本線 岸和田～蛸地蔵間の高架下にある使われなくなった南海電鉄の保線区事務所を岸和田事務所として流用していた。（2010年3月31日 閉鎖）
- 高石分室 - 南海電気鉄道 堺工事事務所内（2025年3月31日 高石連立の事業進捗に伴い閉鎖）